# Carbonate de strontium
Le carbonate de strontium (SrCO3) est le sel de carbonate du strontium. Il se présente sous la forme d'une poudre blanche à grise inodore. Il est présent naturellement sous la forme d'un minéral, la strontianite.

## Propriétés
Le carbonate de strontium est une poudre blanche, inodore, sans saveur. Il possède des propriétés similaires à celles du carbonate de calcium. Étant un carbonate, c'est une base faible, et il réagit avec les acides. Il est sinon stable et ne présente pas de risque majeur.
Il est pratiquement insoluble dans l'eau (une partie pour 100 000). Sa solubilité s'accroît significativement à environ une partie par millier, si l'eau est saturée en dioxyde de carbone, se formant alors de l'hydrogénocarbonate de strontium :
SrCO3 + H2O + CO2 → Sr(HCO3)2
Il est soluble dans les acides minéraux, du fait de la formation de sels de strontium solubles et d'acide carbonique, qui se décompose lui-même ensuite en eau et dioxyde de carbone :
SrCO3 + 2 HCl → SrCl2 + H2CO3
À pression ambiante, au-dessus de 1 200 °C, le carbonate de strontium se décompose en oxyde de strontium et dioxyde de carbone :
SrCO3 → SrO + CO2
Si la pression est augmentée à 6 MPa, le carbonate de strontium fond à 1 497 °C.

## Synthèse
En dehors du minéral naturel, le carbonate de strontium peut être synthétisé de deux façons. Il peut d'abord être synthétisé à partir d'un minéral naturel, la célestine, la forme naturelle du sulfate de strontium (SrSO4) par réaction avec le carbonate de sodium :
SrSO4 + Na2CO3 → SrCO3 + Na2SO4

Il peut aussi être obtenu par réaction entre un sel soluble du strontium et un carbonate soluble (en général le carbonate de sodium ou le carbonate d'ammonium). Il peut par exemple être obtenu à partir du nitrate de strontium en solution :
Sr(NO3)2 (aq) + Na2CO3 (aq) → SrCO3 (s) + 2 NaNO3 (aq).

## Utilisation

### Applications colorimétriques
Le carbonate de strontium est principalement utilisé comme colorant pyrotechnique à bas coût. Le strontium et ses sels émettent en flamme une couleur rouge brillante. Le carbonate de strontium est en général préféré du fait de son faible coût, et qu'il n'est pas hygroscopique. Sa capacité à neutraliser les acides est aussi utile en pyrotechnie. Une autre application similaire est son utilisation dans les fusées éclairantes.
Il est utilisé dans la fabrication de verre irisé, de peintures lumineuses, et dans le raffinage du sucre et de certains médicaments. Il est aussi largement utilisé dans l'industrie céramique en tant qu'ingrédient dans les glaçures. Il agit comme un flux et modifie la couleur de certains oxydes métalliques. Il a des propriétés similaires à celles du carbonate de baryum.

### Applications électriques/électroniques
Le carbonate de strontium est utilisé dans la synthèse de ferrites de strontium pour la fabrication d'aimants permanents utilisés dans les haut-parleurs et les portes magnétiques.
Il était utilisé en électronique, notamment dans la fabrication d'écrans cathodiques en couleur, dans le but d'absorber les rayons X produits.
On l'utilise également dans la fabrication de supraconducteurs tels que le BSCCO et également pour des matériaux électroluminescents où il est tout d'abord calciné en SrO puis mélangé avec du soufre pour former SrS:x où x est généralement de l'europium. C'est le fameux phosphore « bleu/vert » sensible à la fréquence, changeant du vert citron au bleu lorsqu'elle varie de 200 à 1400 Hz. D'autres dopants tels que le gallium, ou l'yttrium peuvent être utilisés pour obtenir une couleur jaune/orange.

### Chimie
Du fait de son caractère de base de Lewis faible, le carbonate de strontium peut être utilisé pour produire divers composés du strontium, par réaction avec l'acide correspondant.
En synthèse organique, le carbonate de strontium peut être utilisé en association avec le dihydrogène et le  palladium pour une réduction sélective des liaisons doubles.

### Médecine
Le carbonate de strontium était parfois utilisé dans le traitement de la schizophrénie, mais a été abandonné du fait de sa faible biodisponibilité.